# Champagne Duval-Leroy
Pour les articles homonymes, voir Duval et Leroy.
Duval-Leroy est une maison de champagne installée à Vertus, au cœur de la « Côte des blancs », depuis six générations. 

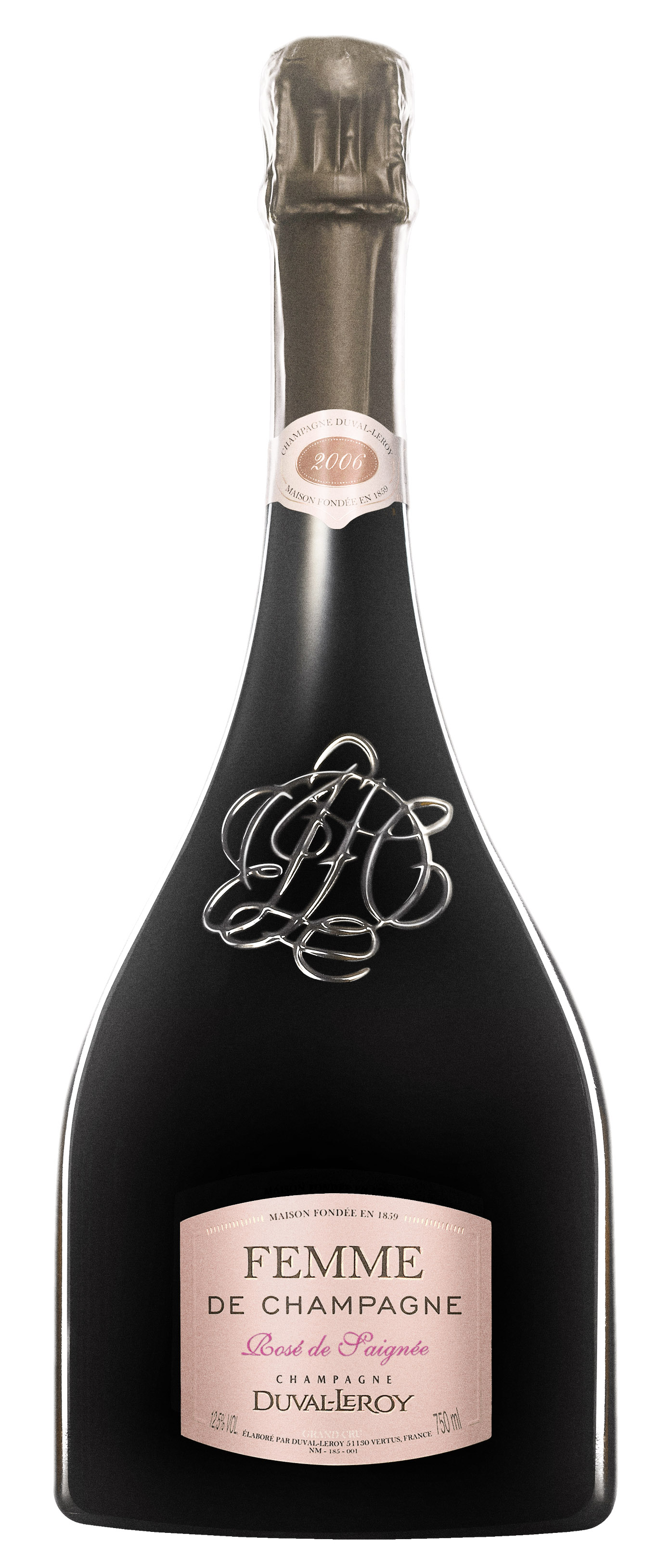
« Femme de champagne » cuvée phare de la maison.

## Histoire

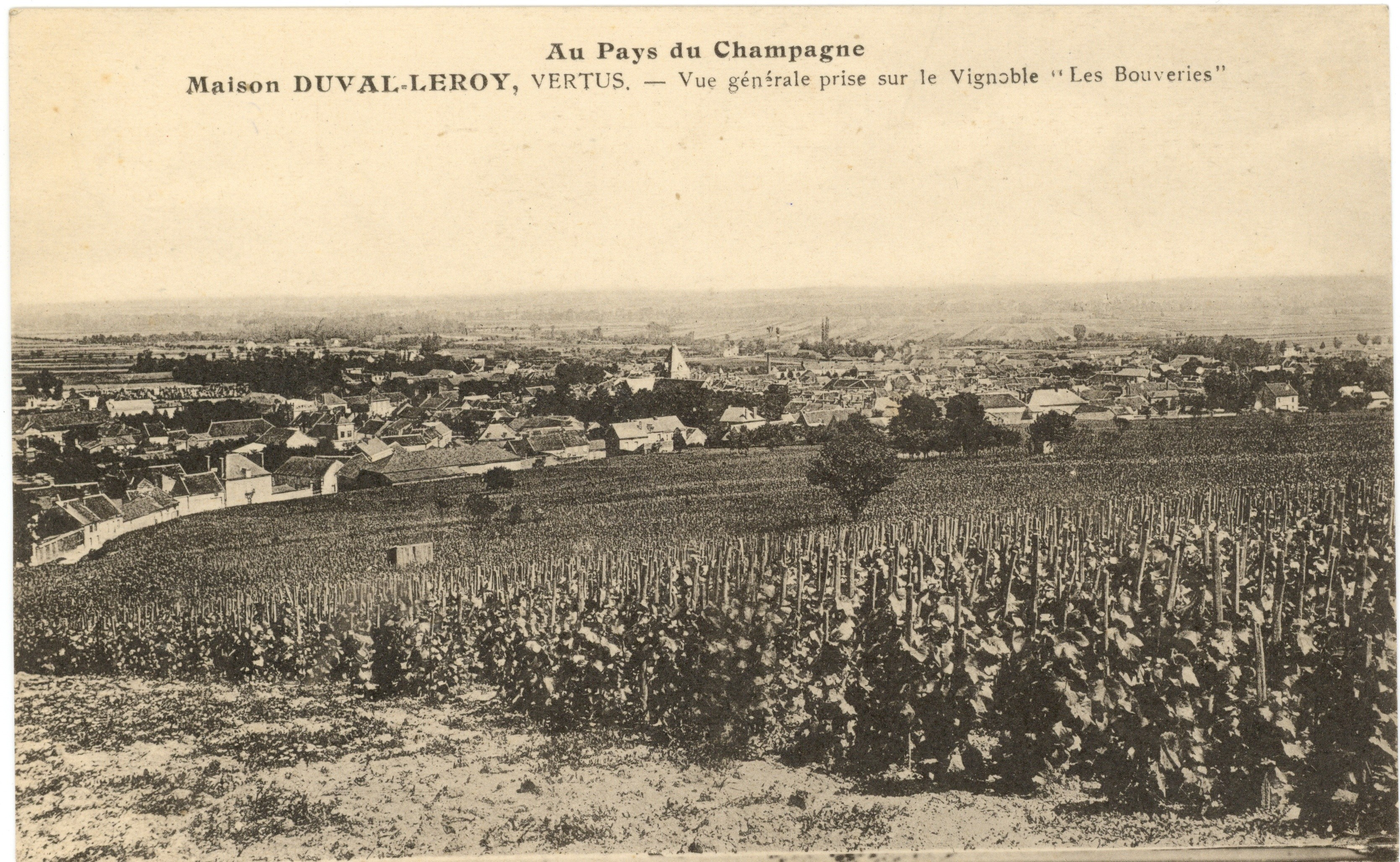
Le Clos des Bouveries, parcelle de la Maison Duval-Leroy, le village de Vertus au second plan début XXe siècle.

En 1859, il n'existe pas de classement officiel des crus de la Champagne mais leur renommée est établie. Armand Edouard Leroy s'associe au vigneron Jules Duval pour produire et commercialiser du champagne. Henri Jules Duval, fils de Jules épouse Louise Eugénie Leroy, fille d'Edouard. De ce mariage naît,  en 1886, Raymond. La Maison Duval-Leroy profite de la vague des Expositions Universelles pour se faire connaître à travers toute l’Europe et aux États-Unis. À Barcelone, en 1888, le champagne Duval-Leroy remporte la médaille d’honneur du concours international des vins. Il est également remarqué les années suivantes à Monaco, Paris et Moscou. En 1911, l’échelle des crus de champagne est pour la première fois officialisée. Raymond Duval-Leroy qui a succédé à son père à la tête de la maison en 1908, met aussitôt sur le marché une cuvée « fleur de champagne premier cru» issue exclusivement de grands crus et premiers crus.
Les deux guerres mondiales ravagent les vignobles. Sous l’occupation, la production tombe de cent mille à vingt-cinq mille bouteilles. À la Libération, la production et le replantage commence. De grandes sections de la Montagne de Reims sont défrichées, débarrassées de leurs cailloux et lissées pour recevoir la vigne. En 1950, Charles Roger succède à son père. Conservant une gestion familiale, son dynamisme permet l’accroissement des expéditions de la marque et une modernisation des outils de travail. Il réalise progressivement son ambition de posséder un important vignoble servant de base aux approvisionnements de sa maison. [réf. nécessaire]

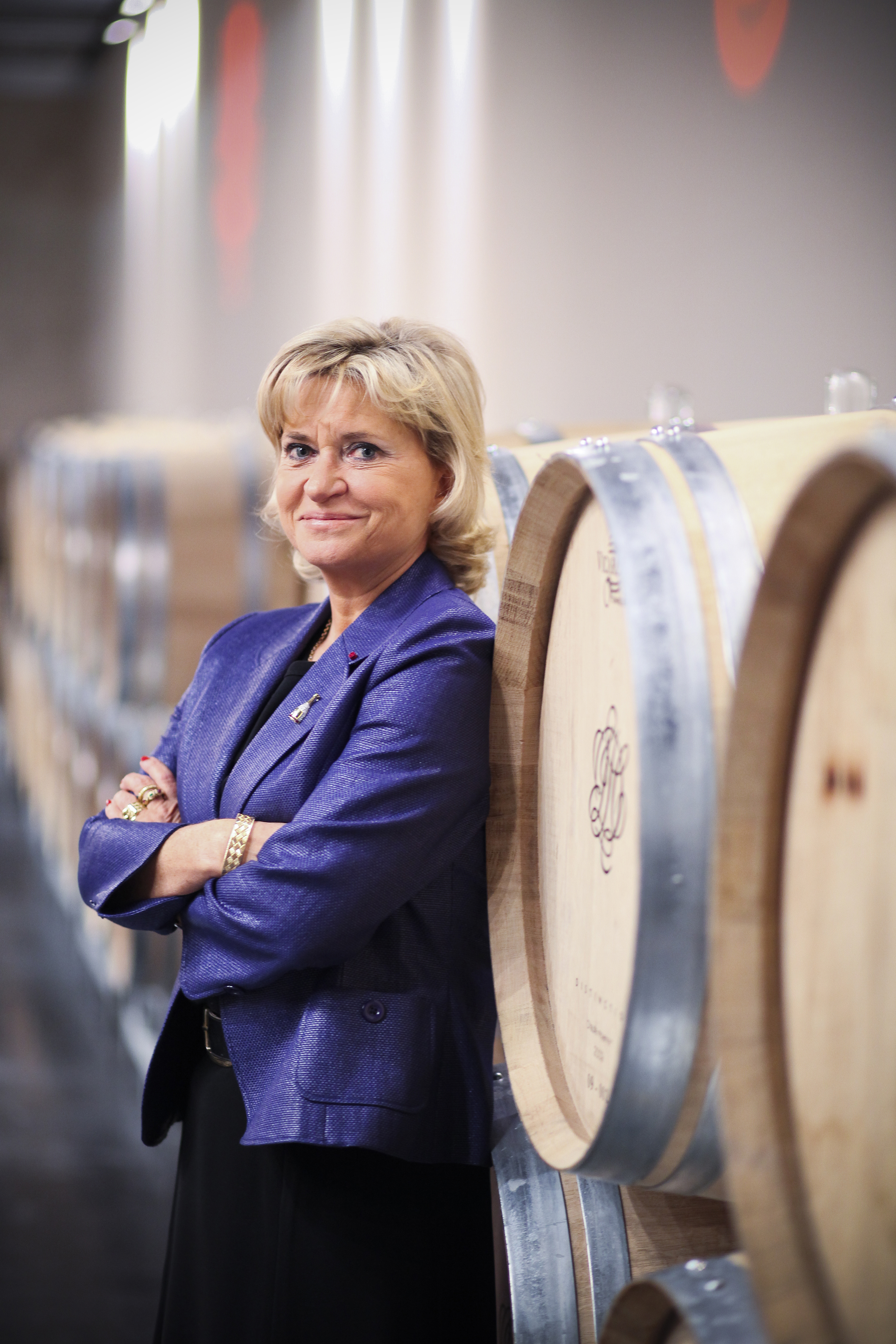
Carol Duval-Leroy.

La maison Duval-Leroy cultive deux cents hectares de vignes plantées essentiellement en cépage chardonnay sur des parcelles classées « grand cru » ou « premier cru ». En 1985, son fils, Jean Charles Duval-Leroy prend les commandes de la maison. La concurrence des vins américains oblige la rénovation du chai puis l’élaboration d’une nouvelle cuvée de prestige. Jean Charles meurt en 1991, à 39 ans. Sa femme reprend la maison Duval-Leroy. Sa première décision est de nommer la nouvelle cuvée de prestige « Femme de champagne ». Réservée aux années exceptionnelles, elle se compose de 85 % de chardonnay et 15 % de pinots noir, 100 % issus de Grands Crus. 

## Partenariats et trophées
Depuis 2009 Duval-Leroy organise le Trophée Duval-Leroy du Meilleur Jeune Sommelier de France, compétition réservée aux moins de 26 ans. Organisé tous les deux ans en partenariat avec l’Union de la Sommellerie Française, le concours a récompensé Jonathan Bauer-Monneret, Jean Baptiste Klein et Maxime Brunet.
Au printemps 2013 Duval-Leroy lance la cuvée « M.O.F. » en partenariat avec les Meilleurs Ouvriers de France-Sommeliers. Elle est élaborée à partir du millésime 2008,.
Depuis le 1er juillet 2014, la maison Duval-Leroy est devenue le partenaire de champagne exclusif de l'Institut Paul Bocuse, l’école de management hôtellerie-restauration & arts culinaires, fondée par le chef Paul Bocuse.

## Engagement en faveur du développement durable
Depuis le début des années 1990, la maison Duval-Leroy intègre la protection de l’environnement et la préservation des ressources naturelles dans la conduite de son vignoble ainsi que dans ses méthodes de vinification. Elle développe une cuvée bio. 
Duval-Leroy investit dans les énergies renouvelables et le recyclage. 